# 草场街街道
草场街街道，是中华人民共和国甘肃省兰州市城关区下辖的一个乡镇级行政单位。

## 行政区划
草场街街道下辖以下地区：
五一山社区、安乐村社区、砂坪村社区、怡景新村社区、大砂坪社区和草场街社区。